# Frente glaciar

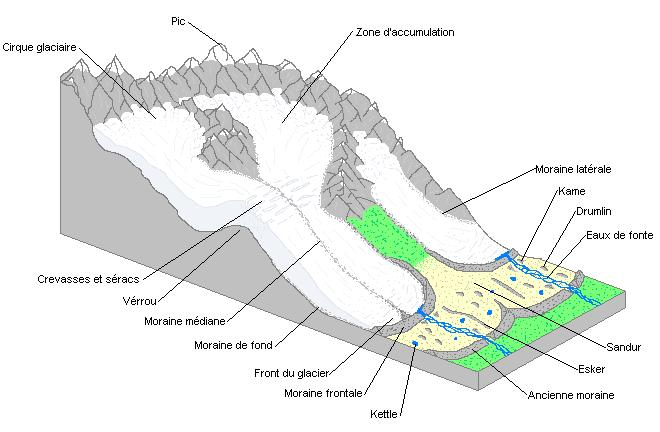
Esquema de un glaciar tipo

El frente glaciar, también denominado terminus glaciar o lengua terminal, es el límite inferior o extremo final de un glaciar. Constituye el punto donde el hielo glaciar cesa su avance y comienza su ablación, ya sea por fusión, evaporación o desprendimiento. Su posición es dinámica y variable en el tiempo.

## Características y posición
La zona frontal de un glaciar marca la transición entre la masa de hielo activa y el entorno libre de hielo, o bien el área donde el glaciar comienza a perder volumen. Esta región representa el límite más bajo de un glaciar de valle o el borde más externo de un casquete glaciar o inlandsis, dependiendo del tipo de formación glacial.
La morfología del frente glaciar puede variar ampliamente: puede presentarse como una pared de hielo empinada y abrupta, como un lóbulo amplio con pendiente suave, o incluso finalizar en cuerpos de agua, dando origen a glaciares de marea o lacustres. Esta zona constituye el área principal de ablación, donde predominan procesos como la fusión del hielo y su fractura, que en algunos casos produce icebergs.

## Dinámica y procesos
La posición del frente glaciar está determinada por el equilibrio dinámico entre la velocidad del flujo de hielo proveniente de la zona de acumulación y la tasa de ablación que ocurre en el terminus. Este balance controla si el frente avanza, retrocede o se mantiene estable a lo largo del tiempo.
Cuando la ablación —principalmente por fusión y fractura— supera la cantidad de hielo que llega desde zonas más altas, el frente glaciar retrocede hacia el interior del valle o del casquete. Por el contrario, si el flujo de hielo es mayor que la pérdida por ablación, el glaciar avanza aguas abajo. Si ambos procesos se equilibran, el frente permanece en una posición relativamente constante.
En esta zona también se produce la acumulación de materiales transportados por el glaciar, como fragmentos de roca y sedimentos. Estos depósitos forman morrenas frontales que quedan como testigos del avance o retroceso del glaciar, marcando posiciones pasadas del frente y proporcionando información clave sobre su dinámica.

## Formas terminales
La forma específica del frente glaciar está influenciada por factores como el relieve del lecho, la tasa de flujo y el tipo de ablación dominante:
- Lobulada: Común en glaciares de valle con flujo moderado sobre terrenos relativamente planos.
- Convexa o abombada: Típica de glaciares con flujo rápido.
- Empinada y fracturada: Característica de glaciares de marea o lacustres, donde predomina el desprendimiento de icebergs (vêlage).
- Irregular: Resultante de diferencias en la ablación o en la topografía del sustrato.

## Importancia glaciológica
El monitoreo de la posición del frente glaciar es un parámetro fundamental en glaciología para evaluar la salud y la respuesta de los glaciares a las condiciones climáticas. Los cambios en su posición proporcionan evidencia directa de fluctuaciones en la masa del glaciar.